# ProPejn
ProPejn – trzeci album studyjny polskiego rapera VNMa. Wydawnictwo ukazało się 25 listopada 2013 roku nakładem wytwórni muzycznej Prosto. Gościnnie na płycie wystąpili Marysia Starosta, Kamila Bagnowska i Tomasz "Tomson" Lach. Za produkcję muzyczną w całości odpowiadał SoDrumatic. Autorem projektu graficznego był Karol Rycio (Evostudio). Materiał został udostępniony za darmo do odsłuchu na kanale wytwórni Prosto w serwisie YouTube.
Nagrania zadebiutowały na 3. miejscu zestawienia OLiS i uzyskały certyfikat złotej płyty.

## Lista utworów
Opracowano na podstawie materiału źródłowego.
1. "Zawada 2K13" (produkcja: SoDrumatic, miksowanie, mastering: Czarny HIFI, gościnnie: Flojd) – 3:33
2. "Hajs się zgadza" (produkcja: SoDrumatic, miksowanie, mastering: Czarny HIFI) – 3:58
3. "Zapiekanki" (produkcja: SoDrumatic, miksowanie, mastering: Czarny HIFI, gościnnie: Marysia Starosta) – 4:58
4. "Propejn" (produkcja: SoDrumatic, miksowanie, mastering: Czarny HIFI) – 4:10
5. "Fan 2" (produkcja: SoDrumatic, miksowanie, mastering: Czarny HIFI) – 4:04
6. "Spejsszyp" (produkcja: SoDrumatic, miksowanie, mastering: Czarny HIFI, gościnnie: Kamila Bagnowska, Marysia Starosta) – 5:06
7. "Obiecaj mi" (produkcja: SoDrumatic, miksowanie, mastering: Czarny HIFI, gościnnie: Tomasz "Tomson" Lach) – 4:54
8. "Reintrospekcja" (produkcja: SoDrumatic, miksowanie, mastering: Czarny HIFI) – 4:03
9. "Znów dobrze" (produkcja: SoDrumatic, miksowanie, mastering: Czarny HIFI) – 4:02
10. "Szempejn papyn" (produkcja: SoDrumatic, miksowanie, mastering: Czarny HIFI) – 3:58
11. "Bipolar" (produkcja: SoDrumatic, miksowanie, mastering: Czarny HIFI) – 4:10
12. "Ale kiedy" (produkcja: SoDrumatic, miksowanie, mastering: Czarny HIFI) – 3:57
13. "Blizna" (produkcja: SoDrumatic, miksowanie, mastering: Czarny HIFI) – 3:55